# Acid enanthic
Acid enanthic, hay còn gọi acid heptanoic, là một hợp chất hữu cơ được cấu thành từ chuỗi 7 nguyên tử các-bon, với đuôi là một nhóm chức năng acid carboxylic. Chất này không màu, trong điều kiện bình thường ở dạng dầu lỏng với mùi hôi khó chịu, ôi thiu. Nó đóng góp vào mùi hôi của một số loại dầu bị ôi thiu. Chất này tan nhẹ trong nước, nhưng tan mạnh trong ethanol và ê-te. Các muối và ester của acid enanthic được gọi là các enanthate hoặc heptanoate.
Tên gọi bắt nguồn từ tiếng Latinh oenanthe, theo đó, từ này cũng bắt nguồn từ tiếng Hy Lạp cổ đại oinos "rượu vang" và anthos "khởi sắc".

## Sản xuất

Acid ricinoleic là tiền tố của acid enanthic.

Ester methyl của acid ricinoleic được trích xuất từ dầu thầu dầu, một nguồn cung thương mại chính cho việc sản xuất acid enanthic. Nó được nhiệt phân thành ester methyl của acid 10-undecenoic và heptanal, mà sau đó được ôxi hoá bằng không khí để tạo ra acid carboxylic. Có xấp xỉ 20.000 tấn được tiêu thụ tại Châu Âu và Hoa Kỳ chỉ trong năm 1980.
Quá trình điều chế trong phòng thí nghiệm acid enanthic bao gồm việc ôxi hoá permanganate của heptanal và 1-octene.

## Sử dụng
Acid enanthic được sử dụng để điều chế chuẩn bị các ester, ví dụ như ethyl enanthate, được sử dụng trong nước hoa và các hương liệu nhân tạo. acid enanthic cũng được sử dụng để ester hoá các steroid trong quá trình chuẩn bị các loại thuốc như testosterone enanthate, trenbolone enanthate, drostanolone enanthate, và methenolone enanthate (Primobolan).
Ester triglyceride của acid enanthic là triheptanoin, dùng trong một số tình trạng bệnh lý như một liều bổ sung dinh dưỡng.

## An toàn
Acid enanthic độc hại nếu như nuốt phải và nó có tính ăn mòn.